# Pitogo (Quezon)
Pitogo è una municipalità di quinta classe delle Filippine, situata nella Provincia di Quezon, nella regione di Calabarzon.
Pitogo è formata da 39 baranggay:
- Amontay
- Cometa
- Biga
- Bilucao
- Cabulihan
- Castillo (Pob.)
- Cawayanin
- Dalampasigan (Pob.)
- Dulong Bayan (Pob.)
- Gangahin
- Ibabang Burgos
- Ibabang Pacatin
- Ibabang Piña
- Ibabang Soliyao
- Ilayang Burgos
- Ilayang Pacatin
- Ilayang Piña
- Ilayang Soliyao
- Maaliw (Pob.)
- Manggahan (Pob.)

- Masaya (Pob.)
- Mayubok (Pob.)
- Nag-Cruz
- Osmeña
- Pag-Asa (Pob.)
- Pamilihan (Pob.)
- Payte
- Pinagbayanan
- Poctol
- Quezon
- Quinagasan
- Rizalino
- Saguinsinan
- Sampaloc
- San Roque
- Sisirin
- Sumag Este
- Sumag Norte
- Sumag Weste